# Gobena Dachi
Ras Gobena Dachi (1821 – juillet 1889) était un général éthiopien de l’armée de Ménélik II et un membre de l’aristocratie du Shoa. Né en 1821, il est d'origine oromo. Il sera intégré dans le commandement suprême de l'armée impériale par le Negusse Negest et participera aux conquêtes d'extension territoriale de l'Empire éthiopien.